# Cryptophagus maximus
Cryptophagus maximus is een keversoort uit de familie harige schimmelkevers (Cryptophagidae). De wetenschappelijke naam van de soort werd in 1928 gepubliceerd door Blake.